# Luka Lukanić
Luka Lukanić (Bistra, 3. svibnja 2004.) hrvatski je nogometaš koji igra na poziciji veznog. Trenutačno igra za Genk.

## Klupska karijera

### Dinamo Zagreb
Godine 2011. prešao je iz Bistre u Dinamo Zagreb. Za drugu momčad Dinama odigrao je samo jednu utakmicu i to 15. travnja 2022. kada su Sesvete pobijedile Dinamo 4:0. Profesionalni ugovor s prvom momčadi Dinama potpisao je 14. listopada 2022. Lukanić je 13. veljače 2023. također registriran kao igrač kluba Dubrava Tim Kabel Zagreb. Za prvu momčad Dinama debitirao je 2. kolovoza 2023. kada je zamijenio Josipa Mišića u 78. minuti utakmice drugog kvalifikacijskog kola UEFA Lige prvaka 2023./24. u kojoj je Astana poražena 2:0.

### Zrinjski Mostar (posudba)
Dana 2. rujna 2023. Lukanić je poslan na posudbu u Zrinjski Mostar. Za Zrinjski je debitirao 27. rujna u ligaškoj utakmici protiv Tuzle City koja je izgubila utakmicu rezultatom 2:4.

### Genk
Lukaić je prešao u Genk 11. srpnja 2024.

## Reprezentativna karijera
Lukanić je nastupao za sve selekcije Hrvatske od 15 do 19 godina.

## Priznanja

### Klupska
Zrinjski Mostar
- Nogometni kup Bosne i Hercegovine (1): 2023./24.